# Валгина (река)
Валгина — река в России, протекает в Лузском районе Кировской области. Устье реки находится в 130 км по левому берегу реки Луза. Длина реки составляет 33 км.
Река берёт начало из болота Угловое в 30 км к юго-востоку от города Луза. Река течёт в верхнем течении на север, в нижнем — на северо-восток. Верхнее течение проходит по ненаселённому заболоченному лесному массиву, в среднем течении река протекает несколько мелких деревень — Княжевская, Правдино, Горки и др. Именованых притоков нет. В нижнем течении выходит на пойму Лузы, где протекает два озера — Чураковское и Мундовское, которые де-факто являются старицами Лузы. Ширина реки в нижнем течении около 5 метров. Впадает в Лузу напротив деревни Аксёновская.

## Данные водного реестра
По данным государственного водного реестра России и геоинформационной системы водохозяйственного районирования территории РФ, подготовленной Федеральным агентством водных ресурсов:
- Бассейновый округ — Двинско-Печорский
- Речной бассейн — Северная Двина
- Речной подбассейн — Малая Северная Двина
- Водохозяйственный участок — Юг
- Код водного объекта — 03020100212103000012976